# Стела Чиленто
Стела Чиленто (итал. Stella Cilento) је насеље у Италији у округу Салерно, региону Кампанија.
Према процени из 2011. у насељу је живело 353 становника. Насеље се налази на надморској висини од 394 м.

## Становништво
| 1931. | 1936. | 1951. | 1961. | 1971. | 1981. | 1991. | 2001. | 2011. |
| ----- | ----- | ----- | ----- | ----- | ----- | ----- | ----- | ----- |
| 1.580 | 1.427 | 1.588 | 1.419 | 1.133 | 1.011 | 908   | 850   | 774   |